# 永凤
永凤（308年十月-309年四月）是十六国时期汉光文帝劉淵的第二个年号，共计2年。
永凤二年五月改元河瑞元年。

## 纪年
| 永凤 | 元年  | 二年  |
| ---- | ----- | ----- |
| 公元 | 308年 | 309年 |
| 干支 | 戊辰  | 己巳  |

## 参看
- 中国年号索引
- 同期存在的其他政权年号
  - 晏平（306年六月-310年）：成武帝李雄的年号
  - 永嘉（307年-313年四月）：西晋怀帝司马炽的年号

| 前一年號： 元熙 | 漢趙年号 永鳳 | 下一年號： 河瑞 |